# فرایند ۵ نانومتر

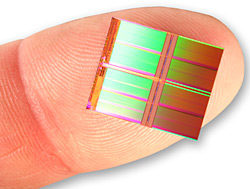
گره ۵ نانومتر

گره ۵ نانومتر فناوری گره‌ای است که به دنبال گره ۷ نانومتری می‌آید. اینتل هنوز برنامه مشخصی برای تولید این نوع پردازنده‌ها ندارد.

## پیش‌نمایش فناوری
در سال ۲۰۰۶ تیمی از محققان کره‌ای یک ترانزیستور ۳ نانومتری را تولید کردند که کوچکترین ترانزیستور تولید شده تا آن زمان بود.